# 道德与法治
《道德与法治》，简称道法，是中华人民共和国义务教育阶段的一门科目，开设于一年级至九年级。该科目主要围绕个人、家庭、学校、社会、国家、世界等方面展开，包括道德、法律、政治、国情等内容，是中国大陆思想政治教育的一部分。
2016年，中华人民共和国教育部宣布调整中小学思想政治教育课程，将义务教育阶段中小学的《品德与生活》（小学一至二年级）、《品德与社会》（小学三至六年级）、《思想品德》（初中阶段）三级课程合并为统一的《道德与法治》，而高中的课程仍称《思想政治》。《道德与法治》采用教育部编写的全国统一教材（称为“部编版”或“统编版”）。

## 历史背景
1992年起，中国大陆调整思想教育课程，在小学一至二年级设立《品德与生活》课，小学三至六年级设立《品德与社会》课，初中设立《思想品德》课，高中则设立《思想政治》课。
2016年，教育部将小学、初中的思想教育课程统一改为《道德与法治》，使用教育部编写的全国统一教材。相比之前的思想政治课程，《道德与法治》大幅增加了法治教育的内容，强调突出了宪法，六年级上册（对于五四学制则为五年级下册）和八年级下册还被列为“法治教育专册”。这些改动与中国大陆推行的“依法治国”基本方略相呼应。

## 课程内容

### 小学阶段
根据课程标准，在小学低年级阶段，道德与法治课程以品德教育为主，旨在培养良好行为习惯、养成良好品德、树立热爱生活的态度等。高年级阶段内容以社会生活为主，包括愛國心、集体主义、历史文化、地理环境等。

### 初中阶段
根据课程标准，初中阶段的《道德与法治》涉及个人发展、道德、心理健康、法律、国情等内容，以“促进道德品质、法律意识、公民意识的进一步发展，形成乐观向上的生活态度、树立正确的人生观、价值观、世界观”为主要目的，主要围绕三个部分：
1. “成长中的我”：以个人发展为主，包括认识自我、自尊自强、心中有法等方面，包含了青春期身心变化、敬畏生命、情绪情感、认识法律等内容
2. “我与他人和集体”：强调集体主义，以及和他人交往沟通等内容
3. “我与国家和社会”：主要包括社会、国情、愛國心等内容（通常相比前两部分难度更大）

## 考试形式
在中考中，《道德与法治》是必考科目之一，常常与历史一起考察，称为“文综”。许多省市的道法实行开卷考试，考生可携带教科书参加考试，有些省市考生还可以携带资料参加考试。但开卷考试较为灵活且难度偏大，一定程度上增加了考试难度。